# Nasoonaria
Genre
Nasoonaria est un genre d'araignées aranéomorphes de la famille des Linyphiidae.

## Distribution
Les espèces de ce genre se rencontrent en Asie du Sud-Est et en Chine.

## Liste des espèces
Selon World Spider Catalog (version 26, 18/02/2025) :
- Nasoonaria annam Tanasevitch, 2022
- Nasoonaria mada Tanasevitch, 2018
- Nasoonaria magna Tanasevitch, 2014
- Nasoonaria nonggangensis Irfan, Zhang & Peng, 2025
- Nasoonaria orthogonia Irfan, Zhang & Peng, 2022
- Nasoonaria pseudoembolica Tanasevitch, 2019
- Nasoonaria sinensis Wunderlich & Song, 1995
- Nasoonaria yunnanensis (Xia, Zhang, Gao, Fei & Kim, 2001)

## Systématique et taxinomie
Ce genre a été décrit par Wunderlich et Song en 1995 dans les Linyphiidae.

## Publication originale
- Wunderlich & Song, 1995 : « Four new spider species of the families Anapidae, Linyphiidae and Nesticidae from a tropical rain forest area of SW-China. » Beiträge zur Araneologie, vol. 4, p. 343-351.